# 4315 Pronik
A 4315 Pronik (ideiglenes jelöléssel 1979 SL11) a Naprendszer kisbolygóövében található aszteroida. Nyikolaj Sztyepanovics Csernih fedezte fel 1979. szeptember 24-én.